# المجاعة الكبرى في إيران
لقد كانت مجاعة إيران الكبرى (بالفارسیة: قحطی بزرگ ایران) مجاعة كارثية وقعت خلال سنوات الحرب العالمية الأولى بين عامي 1917م و1919م، واصابت معظم الاقاليم الإيرانية.
ففي أعقاب الحرب العالمية الأولى كانت الأوضاع المعيشية في إيران غير مستقرة. تُعزى أسباب حدوث المجاعة في هذه المنطقة إلى الوجود البريطاني في البلاد وقلة سقوط الأمطار والجفاف وانتشار الآفات الزراعية وارتفاع أسعار المواد الغذائية.
أسفرت هذه المجاعة عن وفاة حوالي 25 ٪ من مجموع السكان،
ويدعي محمد غولي مجد، الأستاذ في جامعة برينستون، بأن عدد الضحايا كان حوالي 8 - 10 ملايين شخصا. وتوكد وثائق المحفوظات الأميركية أيضا هذا العدد.

## السياق التاريخي والأسباب

### الحرب العالمية واحتلال الأراضي الإيرانية
مع اندلاع الحرب العالمية الاولي أعلنت إيران الحياد، غير ان ذلك الموقف لم يجد نفعا. لقد توافدت القوى المتحاربة على إيران وحولتها إلى إحدى حلبات الصراع الدولي. فبعد دخول القوات الروسية الأراضي الإيرانية من الشمال وغزو القوات البريطانية الأراضي الإيرانية من الجنوب، أصبحت إيران ميداناً للصراع الدولي الدائر في أوروبا وامتداداتها. وتكبّدت إيران خلال الحرب خسائر مادية وبشرية جسيمة، فكان أثر الحرب علي الاقتصاد الإيراني مدمراً. تدهورت اوضاع التجارة، لاسيما بعد ان شهدت البلاد تدخلا سافرا من قوات الاحتلال في الشؤون الاقتصادية، فكانت القوات تمد أيديها إلى محاصيل الغلات تاركين الشعب الإيراني يعاني من المجاعة والأمراض.
ففي ذلك الحين كانت إيران واحدة من أهم مزودي الحبوب الغذائية للقوات البريطانية المتمركزة في المستعمرات الآسيوية الجنوبية التابعة للإمبراطورية البريطانية. ومن جهة أخرى كانت قوات الروسية تقوم بأخذ الضرائب من السكان في مدن قزوين وتبريز، فأثر ذلك على ميزانية الدولة، فشهدت نقصا حادا في مواردها من ضرائب وغيرها. ونتيجة لظهور السرقة واختفاء الحبوب والمحاصيل الزراعية من مخازن الدولة انتشرت أسواق السوداء بشكل واسع، كما حدث في ولاية كرمنشاه، حيث افادت إحدى وثائق الداخلية الإيرانية بان هذه المحاصيل كانت قد سُلمت في حينها إلى الجيش العثماني الذي كان مرابطا هناك، وعلى اثره ارتفع سعر القمح في العديد من المدن الإيرانية بمقدار عشرين ضعفاً، قياساً إلى سعره قبل الحرب.

### الجفاف في المنطقة
شهدت إيران عام 1917 موجة جفاف حادة عقب شح الأمطار، والتي عـمـت الحـضـر والـريـف، وقد أدت إلى ارتفاع أسعار الغذاء وزيادة التضخم. ورافقت تلك الموجة، موجة من المجاعات والامراض والدمار الاقتصادي، إذ دمرت قرى كثيرة واتلفت مساحات شاسعة من الأراضي الزراعية حتى تحولت إلى صحاري مهجورة. ولم ينج من المجاعة سوى مقاطعتي گيلان ومازندران الغنيتين بالحـبـوب والخضراوات.

## الإبادة الجماعية
أسفرت مجاعة 1917 عن وفاة حوالي ربع السكان، وتراوحت أعداد الموتى ما بين مائة ومائة وخمسين فردا يوميا.
تقدر وثائق المحفوظات الأميركية التي تتناول تلك المجاعة الواسعة، ضحايا المجاعة والأوبئة بحوالي 8 - 10 ملايين شخصا بين عامي 1917 - 1919 .
يعتقد محمد غولي مجد، الأستاذ في جامعة برينستون، بأن السبب الرئيس في وقوع تلك المجاعة الكبرى هو وجود الإستعمار البريطاني الذي كان قاصدا متعمدا لخلق ظروف الإبادة البشرية وذلك للقضاء على إيران والتحكم في البلاد، تحكما تاما لمآربها الخاصة فقط.
ويقول في كتابه «المجاعة الكبرى والإبادة البشرية في فارس»:«إن الوثائق الأميركية تبين أن البريطانيين منعوا استيراد القمح وغيره من حبوب الأغذية إلى إيران من العراق وبلدان آسيا الأخرى وأميركا، وإن السفن التي تحمل القمح إلى إيران منعت من تفريغ حمولتها في ميناء بوشهر في الخليج العربي،  فضلا عما اسمته إحدى وثائق الداخلية الإيرانية بـ " تجاوزات القوات البريطانية" على التجار الإيرانين وعرقلة سير بضائعهم عبر الحدود الإيرانية»«وهذا ما يجعل تلك الإبادة أكبر إبادة بشرية شهدها القرن العشرون.ويجعل  إيران أكبر ضحايا الحرب العالمية الأولى.»

## فيلم دار الايتام الإيرانية
قام المخرج الإيراني أبو القاسم طالبي بانتاج فيلم تاريخي تحت عنوان دار الايتام الإيرانية الذي يروي الاوضاع العامة في إيران ابان الحرب العالمية الأولى واحتلال إيران من قبل قوات الحلفاء، وأيام القحط والمجاعة الكبرى الذي ضربت معظم اقاليم إيران قبل مئة عام وأددت إلي تدهور الحالة المعيشية آنذاك.

## طالع ايضاً
- حملة بلاد فارس